# 200 Po Vstrechnoy
200 Po Vstrechnoy (tiếng Nga: 200 По Встречной; nghĩa đen: giao thông ngược chiều với vận tốc 200 (km/h)) là album đầu tiên của nhóm nhạc t.A.T.u. Có hai bản khác nhau của CD: album đầu tiên tức là 200 Po Vstrechnoy, còn cái còn lại là 200 Po Vstrechnoy Re-Release.
Nhờ số bán khổng lồ của album này mà t.A.T.u. đã nhận được IFPI Plantinum Award. t.A.T.u. là nhóm nhạc đầu tiên ở Nga được nhận phần thưởng này. Album tiếng Anh của 200 Po Vstrechnoy tức là album 200km/h in the Wrong Lane cũng đã nhận được phần thưởng này. Nhờ phần thưởng thứ hai này mà t.A.T.u. trở thành ban nhạc đầu tiên nhận được IFPI Plantinum Award cho cùng một album trong hai thứ tiếng khác nhau.
200 Po Vstrechnoy Re-Release là bản thứ hai của 200 Po Vstrechnoy và album đã ra tháng 2/2002. Album này có thêm một bài hát mới, hai remixes mới và một cái behind the scenes footage. Album này cũng có thêm một bản nữa. Bản này không có behind the scenes footage và có cùng một bìa album với lại album thứ nhất nhưng màu của nền album là đen thay vì trắng.

## Bài hát trong200 Po Vstrechnoy
1. Зачем Я — Zachem Ya (Why am I)
2. Я Сошла С Ума — Ya Soshla S Uma
3. Нас Не Догонят — Nas Ne Dogonyat (Not Gonna Catch Us) (S. Galoyan)
4. Досчитай до ста — Doschitay Do Sta (Count Up To 100)
5. 30 Минут — 30 Minut (30 Minutes) (S. Galoyan, Shapovalov)
6. Я Твой Враг — Ya Tvoy Vrag (I'm Your Enemy)
7. Я Твоя Не Первая — Ya Tvoya Ne Pervaya (I'm Not Your First) (S. Galoyan)
8. Робот — Robot (Robot)
9. Мальчик-Гей — Mal'chik Gey (Gay Boy) (S. Galoyan)
10. Нас Не Догонят (HarDrum Remix)
11. 30 Минут (HarDrum Remix)

Bản tái bản
1. Клоуны — Klouny (Clowns) (3:30)
2. 30 Минут — 30 Minut (30 Minutes) (3:19)
3. Досчитай до ста — Doschitay Do Sta (Count up to 100) (4:38)
4. Зачем Я — Zachem Ya (Why am I) (4:08)
5. Нас Не Догонят — Nas Ne Dogonyat (They're Not Gonna Catch Us) (4:35)
6. Я Твоя Не Первая — Ya Tvoya Ne Pervaya (I'm Not Your First) (4:18)
7. Робот — Robot (Robot) (3:45)
8. Мальчик-Гей — Mal'chik gey (Gay Boy) (3:18)
9. Я Твой Враг — Ya Tvoy Vrag (I'm Your Enemy)
10. Я Сошла С Ума — Ya Soshla S Uma (I've Lost My Mind)
11. 30 Минут — 30 Minut (Moscow Grooves Institute Remix)
12. Мальчик-Гей — Mal'chik Gey (That Black Remix)
13. 30 Минут Video (Enhanced CD)

## Singles từ album này
- 2000 Ya Soshla S Uma
- 2001 Nas Ne Dogonyat
- 2001 30 Minut

## Những phần thưởng
| Nước           | Phần Thưởng         |
| -------------- | ------------------- |
| Czech Republic | Platinum            |
| Europe         | IFPI Platinum Award |
| Poland         | Platinum            |
| Nhật Bản       | Gold                |

## Charts

### Thứ hạng của album 200 Po Vstrechnoy
| Czech Republic Top 40 | Czech Republic Top 40 | Czech Republic Top 40 | Czech Republic Top 40 | Czech Republic Top 40 | Czech Republic Top 40 | Czech Republic Top 40 | Czech Republic Top 40 | Czech Republic Top 40 | Czech Republic Top 40 | Czech Republic Top 40 | Czech Republic Top 40 | Czech Republic Top 40 | Czech Republic Top 40 | Czech Republic Top 40 | Czech Republic Top 40 | Czech Republic Top 40 | Czech Republic Top 40 | Czech Republic Top 40 | Czech Republic Top 40 | Czech Republic Top 40 | Czech Republic Top 40 | Czech Republic Top 40 | Czech Republic Top 40 | Czech Republic Top 40 | Czech Republic Top 40 | Czech Republic Top 40 | Czech Republic Top 40 | Czech Republic Top 40 | Czech Republic Top 40 | Czech Republic Top 40 |
| Tuần                  | 01                    | 02                    | 03                    | 04                    | 05                    | 06                    | 07                    | 08                    | 09                    | 10                    | 11                    | 12                    | 13                    | 14                    | 15                    | 16                    | 17                    | 18                    | 19                    | 20                    | 21                    | 22                    | 23                    | 24                    | 25                    | 26                    | 27                    | 28                    | 29                    | 30                    |
| --------------------- | --------------------- | --------------------- | --------------------- | --------------------- | --------------------- | --------------------- | --------------------- | --------------------- | --------------------- | --------------------- | --------------------- | --------------------- | --------------------- | --------------------- | --------------------- | --------------------- | --------------------- | --------------------- | --------------------- | --------------------- | --------------------- | --------------------- | --------------------- | --------------------- | --------------------- | --------------------- | --------------------- | --------------------- | --------------------- | --------------------- |
| Hạng                  | 16                    | 12                    | 4                     | 2                     | 4                     | 3                     | 4                     | 4                     | 5                     | 6                     | 4                     | 6                     | 6                     | 4                     | 2                     | 1                     | 2                     | 2                     | 6                     | 3                     | 3                     | 3                     | 5                     | 6                     | 9                     | 9                     | 13                    | 4                     | 5                     | 10                    |
| Tuần                  | 31                    | 32                    | 33                    | 34                    | 35                    | 36                    | 37                    | 38                    | 39                    | 40                    | 41                    | 42                    | 43                    | 44                    | 45                    | 46                    | 47                    | 48                    | 49                    | 50                    | 51                    | 52                    | 53                    | 54                    | 55                    |                       |                       |                       |                       |                       |
| Hạng                  | 8                     | 6                     | 11                    | 23                    | 15                    | 10                    | 10                    | 8                     | 11                    | 15                    | 22                    | 24                    | 23                    | 22                    | 36                    | 38                    | 36                    | 35                    | 26                    | 31                    | 31                    | 37                    | 24                    | 35                    | 39                    |                       |                       |                       |                       |                       |

| Poland Top 50 | Poland Top 50 | Poland Top 50 | Poland Top 50 | Poland Top 50 | Poland Top 50 | Poland Top 50 | Poland Top 50 | Poland Top 50 | Poland Top 50 | Poland Top 50 | Poland Top 50 | Poland Top 50 | Poland Top 50 | Poland Top 50 | Poland Top 50 | Poland Top 50 | Poland Top 50 | Poland Top 50 | Poland Top 50 | Poland Top 50 | Poland Top 50 | Poland Top 50 | Poland Top 50 | Poland Top 50 | Poland Top 50 | Poland Top 50 | Poland Top 50 | Poland Top 50 | Poland Top 50 | Poland Top 50 |
| Tuần          | 01            | 02            | 03            | 04            | 05            | 06            | 07            | 08            | 09            | 10            | 11            | 12            | 13            | 14            | 15            | 16            | 17            | 18            | 19            | 20            | 21            | 22            | 23            | 24            | 25            | 26            | 27            | 28            | 29            | 30            |
| ------------- | ------------- | ------------- | ------------- | ------------- | ------------- | ------------- | ------------- | ------------- | ------------- | ------------- | ------------- | ------------- | ------------- | ------------- | ------------- | ------------- | ------------- | ------------- | ------------- | ------------- | ------------- | ------------- | ------------- | ------------- | ------------- | ------------- | ------------- | ------------- | ------------- | ------------- |
| Hạng          | 23            | 11            | 5             | 4             | 4             | 2             | 1             | 2             | 3             | 3             | 4             | 3             | 2             | 2             | 3             | 3             | 4             | 8             | 10            | 4             | 3             | 5             | 19            | 18            | 27            | 7             | 16            | 18            | 11            | 33            |
| Tuần          | 31            | 32            | 33            | 34            | 35            | 36            | 37            | 38            | 39            |               |               |               |               |               |               |               |               |               |               |               |               |               |               |               |               |               |               |               |               |               |
| Hạng          | 41            | 35            | 34            | 39            | 49            | 42            | 40            | 42            | 42            |               |               |               |               |               |               |               |               |               |               |               |               |               |               |               |               |               |               |               |               |               |

- Ba Lan - tổng số bán: hơn 200.000
- Russia - tổng số bán: hơn 1.000.000

### Thứ hạng ở Nhật
- 2003/09/21 200 Po Vstrechnoy #123, 4 tuần, 4.633 bản đã bán ra.